# Shawn (álbum)
Shawn é o quinto álbum de estúdio do cantor e compositor canadense Shawn Mendes, lançado em 15 de novembro de 2024, pela Island Records. Influenciado por sua crise de saúde mental após o cancelamento da Wonder: The World Tour em 2022, o artista disse que, Shawn como é o álbum mais pessoal de sua carreira. Ele escreveu e coproduziu junto com um grupo de colaboradores, incluindo Scott Harris, Mike Sabath, Nate Mercereau, Eddie Benjamin e Ethan Gruska. Shawn é principalmente um disco de folk rock, folk-pop e balada acústica, marcando uma mudança em relação ao som pop anterior. O disco aborda temas de autorreflexão e exploração.

## Antecedentes e concepção
Para se concentrar em sua saúde mental, Shawn Mendes cancelou sua quinta turnê de shows, Wonder: The World Tour, em 2022. A turnê, que continha sete shows oficializados, deu suporte ao seu quarto álbum de estúdio, Wonder (2020), lançado em 4 de dezembro de 2020. Mendes cita mais tarde que não tinha absolutamente nenhuma ideia de quem (ele) era e não conseguia entrar num estúdio sem entrar em pânico total. Em entrevista ao The Wall Street Journal, ele se abriu sobre o assunto: Ficou claro que preciso aproveitar o tempo que nunca aproveitei pessoalmente para me recompor e voltar mais forte. Após um ano de pausa, o cantor voltou ao estúdio para gravar "What the Hell Are We Dying For?", uma canção sobre a crise climática.
Em março de 2024, Mendes divulgou um trecho de uma música inédita intitulada "Nobody Knows" nas redes sociais, com um vídeo de um solo de guitarra sem vocais. Dois meses depois, o cantor confirmou que seu próximo álbum seria lançado em breve. Ele retornou ao palco como convidado especial em um show de Ed Sheeran, onde tocaram juntos "Lego House" e uma versão acústica de "There's Nothing Holdin' Me Back". Shawn foi anunciado em 31 de julho de 2024, através das contas oficiais de mídia social de Mendes, junto com sua data de lançamento e a confirmação dos dois primeiros singles, "Why Why Why" e "Isn't That Enough". Em uma declaração ao anunciar o álbum, Mendes o apelidou de seu trabalho mais musicalmente íntimo e liricamente honesto até hoje e elogiou sua família e amigos mais próximos por ajudá-lo durante sua concepção e criação.

## Composição
Mendes concedeu Shawn como o álbum mais pessoal de sua carreira. É um álbum meditativo centrado na autorreflexão e na exploração,  inspirado pelos eventos que se seguiram ao cancelamento da sua digressão e ao fim de uma relação pública. Liderada por violão e bumbo, sua produção foi descrita como rústica por Jason Lipshutz para a Billboard. Shawn marcou um afastamento do gênero pop que definiu a carreira de Mendes, para se inclinar para os gêneros folk rock e folk-pop. Mendes nomeou os cantores e compositores Joni Mitchell e Bob Dylan como inspirações para o álbum. O som foi comparado por Jeffrey Davies, para a revista Slant Magazine, aos trabalhos da banda americana The Lumineers e da banda islandesa Of Monsters and Men.

## Lançamento e promoção
Shawn foi lançado em 15 de novembro de 2024, pela Island Records. Sua data de lançamento era inicialmente 18 de outubro, mas foi definida para outro dia. Foi lançado via streaming, download digital, fita cassete, CD e duas variantes de LP. As pré-encomendas começaram em 31 de julho de 2024, dia em que o álbum foi oficialmente anunciado. Na mesma data, a lista de faixas também foi revelada. O cantor também compartilhou um trailer do álbum com "Isn't That Enough", no qual ele pode ser visto em uma fogueira cercado por amigos tocando violão e cantando a música. Dois singles foram lançados em agosto: o principal "Why Why Why" e "Isn't That Enough".
Shawn foi ainda apoiado por um filme de concerto intitulado Shawn Mendes: For Friends and Family Only (A Live Concert Film), que estreou em 14 de novembro de 2024, um dia antes do lançamento do álbum. Foi filmado no Bearsville Theatre em Woodstock, Nova Iorque, e apresenta imagens de Mendes explicando a inspiração por trás de cada música do álbum. Uma apresentação ao vivo da faixa "The Mountain" foi carregada no canal de Mendes no YouTube em 15 de novembro.

## Desempenho comercial
Shawn estreou na posição 24 na parada de álbuns canadenses da Billboard.
O álbum também estreou na posição 26 na Billboard 200 dos EUA e na posição 2 na parada álbuns Folk, vendendo quase 11.000 cópias vendidas. Este se tornou o primeiro álbum de Mendes a não estrear em primeiro lugar nas paradas dos EUA e Canadá, como os quatro álbuns anteriores.
No Brasil, embora os dados oficiais de vendas e desempenho ainda não tenham sido divulgados amplamente, estima-se que a edição em CD do álbum tenha tido uma boa recepção entre os fãs e foi comercialmente bem.

## Recepção
Shawn recebeu uma pontuação de 72 em 100 no agregador de críticas Metacritic com base em oito avaliações críticas, que o site categorizou como geralmente favoráveis. O site AnyDecentMusic? deu ao álbum uma média de 6,3 em uma escala de 10, com base em seis avaliações e sua avaliação do consenso crítico.

## Lista de faixas
| N.º            | Título                | Producer(s)                            | Duração |  |
| 1.             | "Who I Am"            | Mendes Mike Sabath Mercereau           |         |  |
| 2.             | "Why Why Why"         | Mendes Sabath Benjamin [a] Harris [a]  |         |  |
| 3.             | "That's the Dream"    | Mendes Sabath                          |         |  |
| 4.             | "Nobody Knows"        | Mendes Sabath Benjamin [a]             |         |  |
| 5.             | "Isn't That Enough"   | Mendes Sabath Mercereau [a] Harris [a] |         |  |
| 6.             | "Heart of Gold"       | Mendes Sabath Benjamin [a] Harris [a]  |         |  |
| 7.             | "Heavy"               | Mendes Sabath Mercereau [a]            |         |  |
| 8.             | "That'll Be the Day"  | Mendes Sabath Harris [a]               |         |  |
| 9.             | "In Between"          | Mendes Gruska                          |         |  |
| 10.            | "The Mountain"        | Mendes Sabath Mercereau                |         |  |
| 11.            | "Rollin' Right Along" | Mendes Sabath                          |         |  |
| 12.            | "Hallelujah"          | Mendes Sabath                          |         |  |
| Duração total: | Duração total:        | Duração total:                         | 30:36   |  |

Notas
- ↑[a]  significa um produtor adicional.

## Equipe
Músicos
- Shawn Mendes – vocais (todas as faixas), guitarra (faixas 1 a 11), palmas (2), harmônio (7, 12), teclados (9)
- Eddie Benjamin – contrabaixo (faixas 1, 3, 12); vocais de apoio, guitarra (2–8, 10, 11); palmas (2), baixo (4, 11)
- Nate Mercereau – loops de guitarra (faixa 1); baixo, piano (7)
- Mike Sabath – vocais de fundo (faixas 2–8, 10, 11), bateria (2–7, 11), palmas (2); baixo Moog, sintetizador, cítara (10)
- Scott Harris – vocais de apoio (faixas 2, 5), guitarra (4, 6–8, 12), gaita (5)
- Kevin Barry – guitarra de aço de colo (faixas 2–6, 11)
- Chris Thile – bandolim (faixas 2, 8, 11)
- Jeremy Kittel – viola, violino (faixas 3, 5, 6, 10–12)
- Emily Brausa – violoncelo (faixas 3, 5, 7, 11, 12)
- Kola Rai – vocais adicionais (faixa 6)
- Kyana Fanene – vocais adicionais (faixa 6)
- Tajahniya Sapp – vocais adicionais (faixa 6)
- Ethan Gruska – guitarra, teclado (faixa 9)
- Zachary Brown – violoncelo (faixa 10)

Técnico
- Randy Merrill – masterização
- Mike Crossey – mixagem (faixas 1, 3–5, 8–12)
- Raul Lopez – mixagem (faixas 2, 6)
- Andrew Maury – mixagem (faixa 7)
- Alex Pyle – engenharia
- Drew Boals – assistência de engenharia (faixa 4)
- Dani – assistência de engenharia (faixas 6, 7, 10–12)
- Gillian Pelkonen – assistência de engenharia (faixas 3, 7, 10, 11)
- Drew – assistência de engenharia (faixa 8)
- Jacob – assistência de engenharia (faixas 10, 11)
- Jeremy Kittel – arranjo de cordas (faixas 3, 5, 6, 10–12)

## Histórico de lançamentos
| Região | Data                   | Formato(s)                                           | Versão | Rótulo         |
| ------ | ---------------------- | ---------------------------------------------------- | ------ | -------------- |
| Vários | 15 de novembro de 2024 | CD, download digital, fita cassete, streaming, vinil | Padrão | Island Records |